# Complesso tennistico Monte Urpinu
Il Complesso tennistico Monte Urpinu è un impianto sportivo di Cagliari, che comprende 13 campi da tennis, ubicato nella zona del Monte Urpinu. L'impianto, nel 2021, è stato utilizzato come sede del Sardegna Open, torneo ATP Tour 250, e di incontri della nazionale italiana di tennis in Coppa Davis, nonché della finale della Fed Cup 2013.

## Struttura
L'impianto è composto dai seguenti campi:
- "Campo centrale", campo da tennis in terra rossa con illuminazione artificiale, spogliatoi, bagni pubblici e tribune aventi capienza di 1.000 spettatori;
- campo da tennis in terra rossa con illuminazione artificiale, spogliatoi, bagni pubblici e tribune aventi capienza di 300 spettatori;
- campo da tennis in terra rossa con illuminazione artificiale, spogliatoi, bagni pubblici e tribune aventi capienza di 150 spettatori;
- campo da tennis in terra rossa con illuminazione artificiale, spogliatoi, bagni pubblici e tribune aventi capienza di 100 spettatori;
- due campi da tennis in terra rossa con illuminazione artificiale, spogliatoi, bagni pubblici;
- quattro campi da tennis in terra rossa;
- tre campi da tennis in cemento.

## Eventi ospitati
- Sardegna Open;
- Coppa Davis (1968, 1985, 1990, 2004, 2009, 2020-21).
- Fed Cup (2013)